# Torpediner

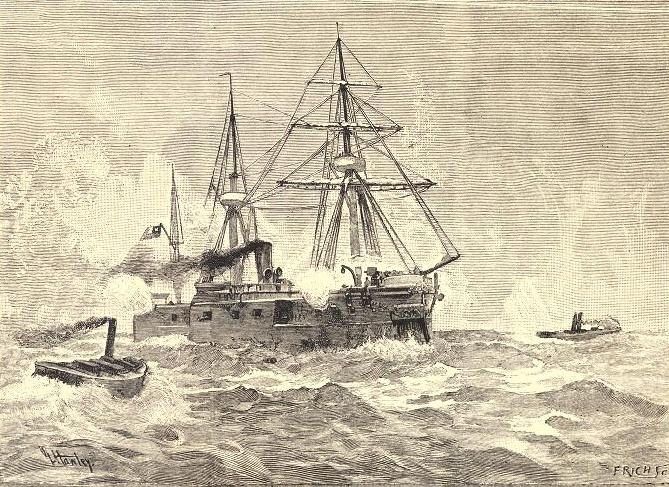
Un torpediner ataca un vaixell de guerra durant la Guerra Civil Xilena l'any 1891.

Un torpediner (també dit torpedinera o llanxa llançatorpedes) és un vaixell de guerra amb gran velocitat i mida reduïda dissenyat per atacar i llançar torpedes. Van ser creats per contrarestar els cuirassats i altres vaixells de guerra pesats i lents. Això es pretenia aconseguir gràcies a l'atac coordinat de diversos torpediners, que disparaven els seus torpedes a curta distància apropant-se als objectius gràcies a la seva gran velocitat i maniobrabilitat. Aquesta innovació va portar al desenvolupament dels destructors, anomenats originalment destructors de torpediners, per tal de protegir els vaixells principals d'aquesta amenaça.

## Història

### Orígens: Guerra Civil dels Estats Units

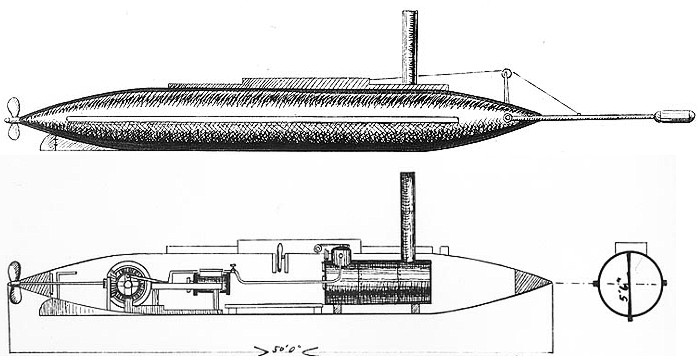
Dibuix del torpediner confederat CSS David.

La Guerra Civil dels Estats Units va aportar nombroses innovacions a la guerra naval, incloent els primers vaixells torpediners. No obstant això es tractava de dissenys molt elementals amb un "torpede" situat a l'extrem d'un suport o esperó de la proa, destinats a impactar (mitjançant l'impuls del mateix vaixell) contra les naus principals de l'enemic. Aquesta estratègia arriscada va ser adoptada degut al bloqueig naval establert l'any 1861 pel president unionista Abraham Lincoln per evitar el subministrament i compra d'armes a l'estranger per part de l'exèrcit confederat. Com que els estats confederats no disposaven de mitjans per construir una flota capaç d'enfrontar-se a la del nord va dissenyar i utilitzar aquests primers dissenys de torpediner, vaixells petits, ràpids i capaços -en teoria- de causar danys a embarcacions molt més pesades que mantenien el bloqueig.

### Desenvolupament: Torpede autopropulsat
El primer prototip europeu de torpede autopropulsat va ser creat per Giovanni Luppis, oficial austríac, de la ciutat de Fiume (actualment Rijeka) a la costa de Croàcia. L'any 1860 va presentar un primer prototip, conduït amb cordes de la costa, que no va ser acceptat per la marina. Luppis llavors va iniciar la col·laboració amb l'enginyer anglès Robert Whitehead, amb el qual va firmar un contracte el 1864 per perfeccionar la seva invenció. Això portà finalment al primer torpede autopropulsat, el Minenshciff, presentat a la comissió de la marina austrohongaresa el 21 de desembre de 1866.
A finals del segle xix els cuirassats havien esdevingut els principals vaixells de guerra, amb un gran blindatge i potència de poc. Però el mateix blindatge i els canons de gran calibre imposava un immens desplaçament que feia a aquests vaixells relativament lents i poc maniobrables. Aquest fet va permetre el desenvolupament dels torpediners moderns: vaixells petits i ràpids, equipats amb els nous torpedes autopropulsats, que permetien danyar i fins i tot enfonsar als grans cuirassats amb un cost molt menor als d'aquests. El primer vaixell capaç de disparar torpedes autopropulsats va ser l'HMS Lightning britànic, que va entrar en servei el 1877. L'any 1887 el seguia Torpeilleur No 1 de la Marina francesa.

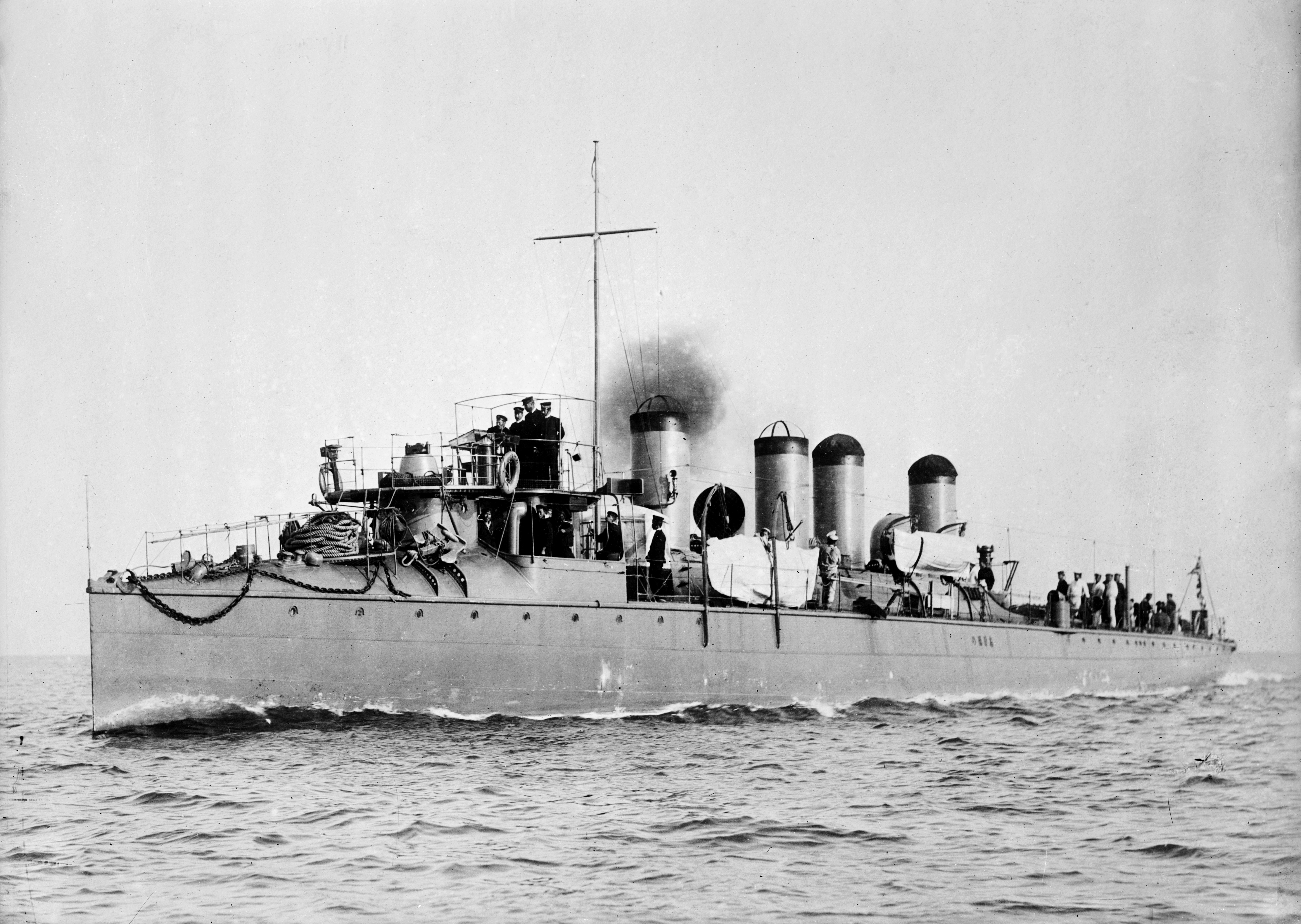
Torpediner japonès Kasumi, amb un desplaçament d'unes 400 tones, any 1902.